# Luisia paradoxa
Luisia paradoxa là một loài bọ cánh cứng trong họ Chrysomelidae. Loài này được Medvedev & Regalin miêu tả khoa học năm 2006.